# Testul Coombs
Testele Coombs, direct și indirect, cunoscute și sub denumirea de teste antiglobulină (AGT), sunt teste de sânge utilizate în imunohematologie. Testul Coombs direct detectează anticorpii, sau proteinele complementului (C3d), prezenți pe suprafața eritrocitelor. Deoarece acești anticorpi pot determina distrugerea eritrocitelor, se poate ajunge la anemie; astfel, testul Coombs direct ajută la diagnosticarea anemiei hemolitice. Testul Coombs indirect detectează anticorpii prezenți în ser. Acești anticorpi pot adera la eritrocite, distugându-le; testul Coombs indirect poate fi efectuat pentru a diagnostica reacțiile transfuzionale.
Atât în cazul testului Coombs indirect, cât și în cazul testului Coombs direct, aglutinarea eritrocitelor semnifică pozitivarea testului.

## Mecanism

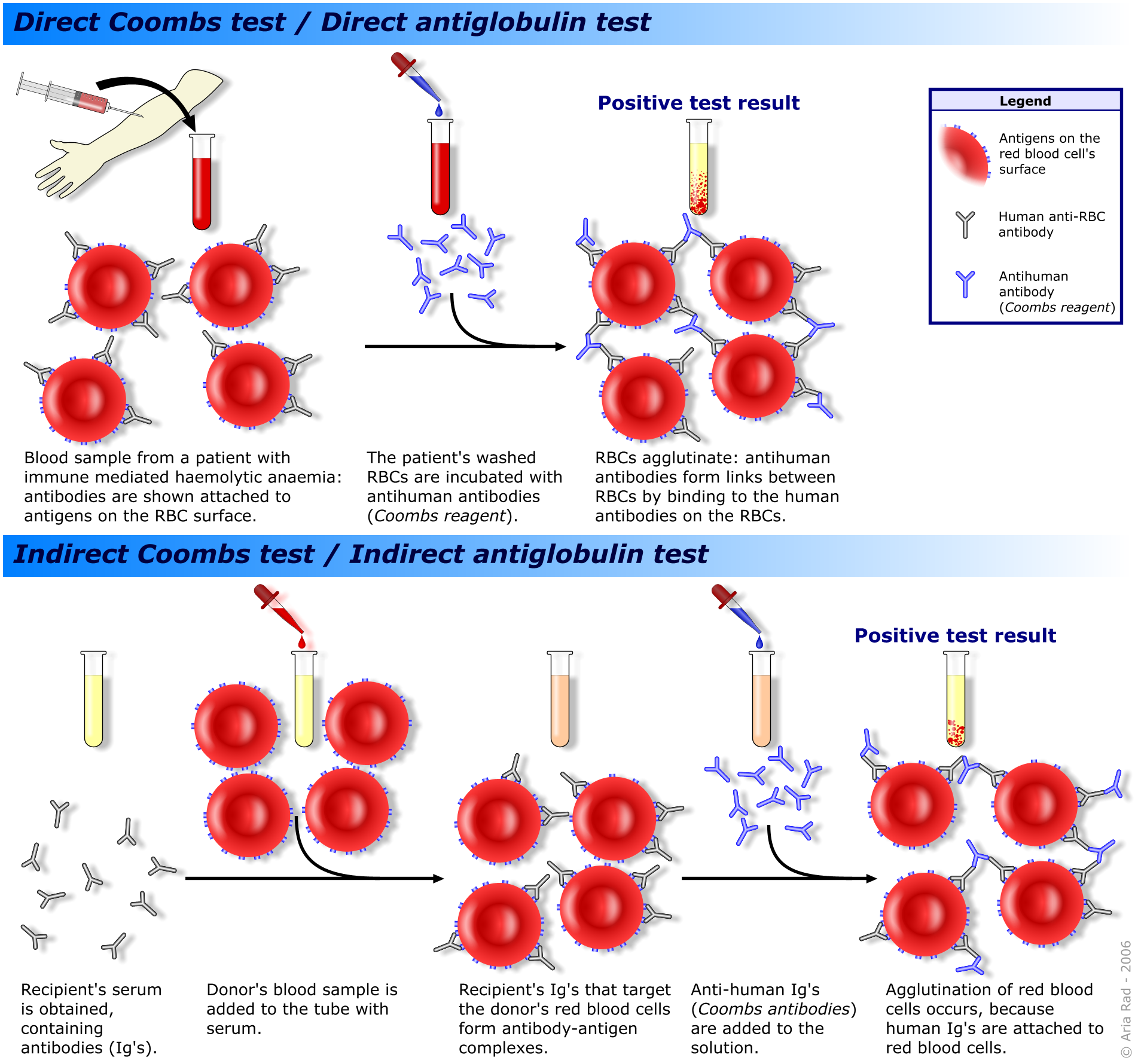
Fig.1: Pașii urmați în efectuarea testului Coombs direct (sus) și testului Coombs indirect (jos)

Cele două teste Coombs se bazează pe anticorpi anti-umani care se leagă de anticorpi umani, de obicei IgG sau IgM. Acești anticorpi anti-umani sunt produși de plasmocitele animalelor de experiență, după imunizarea lor cu plasmă umană. Acești anticorpi anti-umani se vor lega, de asemenea, de anticorpii umani fixați pe antigenele de pe suprafața eritrocitelor. În condițiile de laborator, acest lucru va duce la aglutinarea eritrocitelor, și pozitivarea testului Coombs.

Sângele recoltat pentru testul Coombs este sânge venos. Pașii necesari pentru efectuarea testului Coombs diferă funcție de testul ales (vezi fig.1). 
Testul Coombs direct presupune următorii pași:
1. Colectarea sângelui pacientului
2. Izolarea și spălarea (cu soluție salină) a eritrocitelor din sângele pacientului
3. Amestecarea eritrocitelor cu reactivul Coombs
4. Observarea reacției. Dacă preparatul se aglutinează, testul Coombs direct este pozitiv.

Testul Coombs indirect presupune următorii pași:
1. Colectarea sângelui pacientului
2. Izolarea serului din sângele pacientului
3. Combinarea serului pacientului cu eritrocite având un profil antigenic cunoscut
4. Izolarea și spălarea (cu soluție salină) a eritrocitelor din preparatul obținut în etapa anterioară
5. Amestecarea eritrocitelor cu reactivul Coombs
6. Observarea reacției. Dacă preparatul se aglutinează, testul Coombs indirect este pozitiv.

## Testul Coombs direct
Testul Coombs direct, denumit și testul antiglobulină direct (DAT), este utilizat pentru a detecta dacă anticorpii sau factorii sistemului complement s-au legat de antigenele de suprafață ale eritrocitelor.

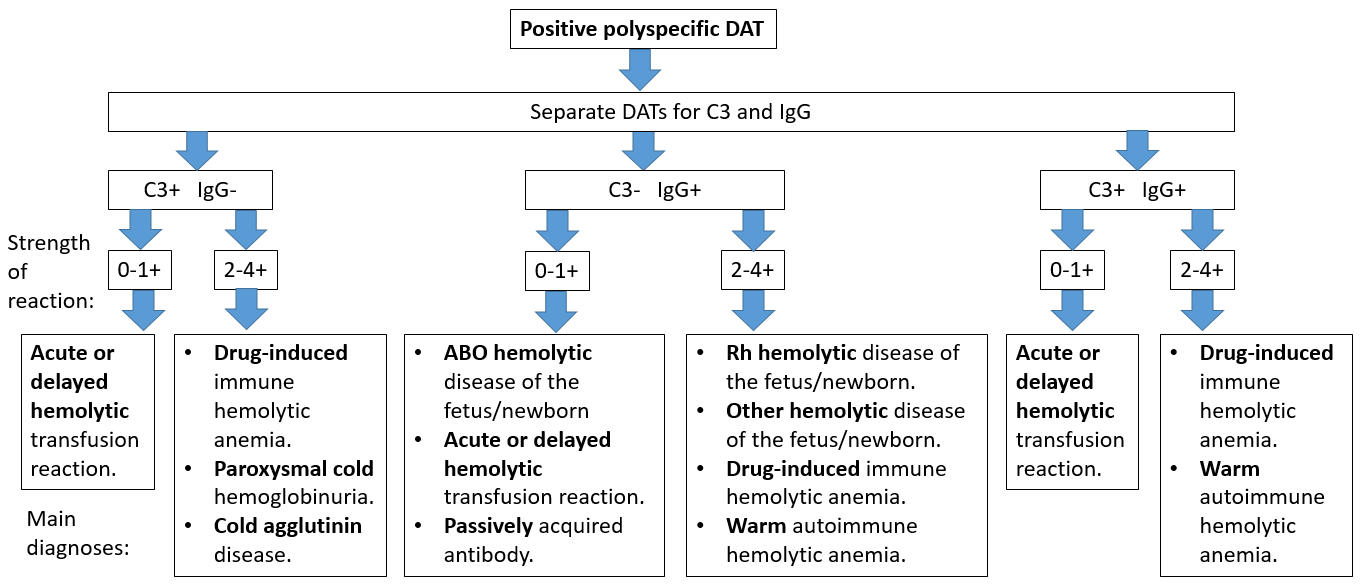
Algoritm pentru diagnosticele principale într-un Coombs pozitiv. Gradul de aglutinare este măsurat, în ambele teste, pe o scară de la 0 la 4+, categorisirea bazându-se pe impresia vizuală.

Este utilizat clinic atunci când se suspectează anemii hemolitice autoimune sau anemii hemolitice post-medicamentoase. Se poate utiliza și pentru reacții transfuzionale sau pentru boala hemolitică a nou-născutului, ambele putând duce la hemoliză aloimună. Un test Coombs pozitiv indică faptul că imunitatea subiectului atacă propriile eritrocite.

#### Exemple clinice de hemoliză aloimună
- Boala hemolitică a nou-născutului (cunoscută și ca HDN sau eritroblastoză fetală), ce conține subcategoriile:
  - Boala hemolitică Rh D a nou-născutului (cunoscută și sub numele de boala Rh)
  - Boala hemolitică ABO a nou-născutului (testul Coombs direct poate fi doar slab pozitiv)
  - Boala hemolitică anti-Kell a nou-născutului
  - Boala hemolitică Rh c a nou-născutului
  - Boala hemolitică Rh E a nou-născutului
  - Alte incompatibilități ale grupelor de sânge (RhC, Rhe, Kidd, Duffy, Lewis, MN, P etc.)
- Reacții hemolitice de transfuzie

#### Exemple clinice de hemoliză autoimună
- Anemia hemolitică autoimună cu anticorpi "la cald", ce poate să apară în:
  - Idiopatic
  - Lupus eritematos sistemic
  - Sindromul Evans (anticorpi antiplachetari și anticorpi hemolitici)
  - Malarie
  - Consumul anumitor medicamente (v. mai jos)
  - Arsuri extinse
  - Ingerarea de substanțe toxice (arsenic, erbicide, etc.)
- Anemia imunohemolitică cu anticorpi "la rece", ce poate să apară în:
  - Boala cronică a hemaglutinării "la rece"
  - Macroglobulinemia Waldenström
  - Mononucleoza infectioasa și alte infecții (citomegalovirus sau micoplasme)
  - Hemoglobinuria paroxistică la rece

#### Hemoliza mediată imun indusă de medicamente
Mai mult de 100 de medicamente pot genera, ca efect secundar, anemie hemolitică. Totuși, astfel de reacții sunt rare. Cele mai cunoscute medicamente în acest sens sunt:
- Metildopa (hipersensibilitate de tip II mediată de IgG)
- Penicilina (doză mare)
- Chinidina (activarea mediată de IgM a căii clasice a complementului și a complexului de atac membranar MAC)
- Sulfasalazina
- Dapsona

## Testul Coombs indirect
Testul indirect Coombs, denumit și testul indirect antiglobulină (IAT), este utilizat pentru a detecta reacțiile anticorp-antigen in vitro. Este utilizat pentru a detecta concentrații foarte scăzute de anticorpi prezenți în plasma/serul pacientului înainte de o transfuzie de sânge (proba de compatibilitate). În îngrijirea prenatală, IAT este utilizat pentru a depista anticorpii mamei care pot provoca fătului boala hemolitică a nou-născutului. IAT poate fi, de asemenea, utilizat pentru identificare (screening) de anticorpi, fenotiparea eritrocitară și titrări.

#### Utilizarea testului anterior transfuziilor de sânge
Testul indirect Coombs este utilizat în testarea compatibilității pentru transfuzia de sânge. Sângele donatorului și al primitorului trebuie să fie compatibil ABO și Rh D. Se poate efectua identificarea generală de anticorpi din serul pacientului care pot reacționa cu eritrocitele unui potențial donator (identificarea/screening-ul de anticorpi), sau se poate efectua proba directă de compatibilitate între serul pacientului și eritrocitele donatorului specific (proba de compatibilitate transfuzională).

#### Screening de anticorpi prenatal
Testul indirect Coombs este utilizat pentru detectarea la femeile însărcinate de anticorpi IgG anti-eritrocitari care sunt susceptibili de tranversa placenta în sângele fetal, provocând boala hemolitică a nou-născutului. 

## Agenți de potențare
Atât anticorpii IgM cât și IgG se leagă puternic cu antigenele lor complementare. Anticorpii IgG au cea mai mare reactivitate la 37°C. Anticorpii IgM sunt ușor de detectat în soluție salină, la temperatura camerei, deoarece, datorită dimensiunilor lor mari, crează eficient punți între eritrocite, rezultând aglutinarea. Anticorpii IgG sunt mai mici și necesită asistență pentru a forma o reacție vizibilă de aglutinare. Reactivii utilizați pentru a îmbunătăți detecția IgG sunt denumiți potențiatori. Eritrocitele au o sarcină negativă netă numită potențial zeta, care le determină să se respingă reciproc. Potențiatorii reduc potențialul zeta al membranelor RBC. Potențiatorii obișnuiți includ: soluția cu putere ionică scăzută (LISS, cea mai utilizată), albumina 22%, polietilenglicolul (PEG) și enzimele proteolitice (papaină, ficină etc.).

## Istorie
Testul Coombs a fost descris pentru prima dată în 1945 de către imunologii de la Cambridge: Robin Coombs, după care a fost ulterior numit, Arthur Mourant și Rob Race. În prezent, se realizează folosind mijloace automate, ce se bazează pe aglutinarea în microplăci/coloană/fază solidă/gel. 